# Liste des membres de la IIIe législature de l'Assemblée législative plurinationale

Cet article donne la liste par ordre alphabétique des députés et sénateurs boliviens de la IIIe législature de l'Assemblée législative plurinationale, proclamés élus les 18 octobre 2020.
Cette législature, ouverte le 3 novembre 2020, sera clôturée en 2025.
- Haut – A
- B
- C
- D
- E
- F
- G
- H
- I
- J
- K
- L
- M
- N
- O
- P
- Q
- R
- S
- T
- U
- V
- W
- X
- Y
- Z

## Chambre des députés

### A
| Nom | Nom                    | Groupe | Groupe                       | Circonscription |
| --- | ---------------------- | ------ | ---------------------------- | --------------- |
|     | Bertha Acarapi         |        | Mouvement vers le socialisme | La Paz          |
|     | María Alanoca          |        | Mouvement vers le socialisme | La Paz          |
|     | Carlos Alarcón         |        | Communauté civique           | La Paz          |
|     | Felicia Alejo Hidalgo  |        | Mouvement vers le socialisme | Cochabamba      |
|     | Elsa Alí               |        | Mouvement vers le socialisme | Potosí          |
|     | Gustavo Aliaga         |        | Communauté civique           | La Paz          |
|     | Pamela Alurralde       |        | Communauté civique           | Chuquisaca      |
|     | Tatiana Añez           |        | Creemos                      | Santa Cruz      |
|     | Héctor Arce            |        | Mouvement vers le socialisme | Cochabamba      |
|     | Gualberto Arispe       |        | Mouvement vers le socialisme | Cochabamba      |
|     | Pablo Arízaga          |        | Communauté civique           | Chuquisaca      |
|     | Alberto "Beto" Astorga |        | Communauté civique           | La Paz          |
|     | María René Ávarez      |        | Creemos                      | Santa Cruz      |
|     | Leonardo Ayala         |        | Creemos                      | Beni            |

### B
| Nom | Nom                 |  | Groupe                       | Circonscription |
| --- | ------------------- |  | ---------------------------- | --------------- |
|     | Oscar Balderas      |  | Communauté civique           | Beni            |
|     | Mariela Baldivieso  |  | Communauté civique           | Tarija          |
|     | Erwin Bazán         |  | Creemos                      | Santa Cruz      |
|     | Guillermo Benavides |  | Communauté civique           | Potosí          |
|     | Delfor Burgos       |  | Mouvement vers le socialisme | Tarija          |

### C
| Nom | Nom                   |  | Groupe                       | Circonscription |
| --- | --------------------- |  | ---------------------------- | --------------- |
|     | Renán Cabezas         |  | Mouvement vers le socialisme | La Paz          |
|     | Tito Caero            |  | Dissidents                   | Santa Cruz      |
|     | Runy Callaú           |  | Dissidents                   | Santa Cruz      |
|     | Gloria Callizaya      |  | Mouvement vers le socialisme | La Paz          |
|     | Alejandra Camargo     |  | Communauté civique           | Cochabamba      |
|     | Alina Canaviri        |  | Mouvement vers le socialisme | Santa Cruz      |
|     | Anyelo Céspedes       |  | Mouvement vers le socialisme | Santa Cruz      |
|     | Verónica Challco      |  | Mouvement vers le socialisme | La Paz          |
|     | Honorio Chino         |  | Mouvement vers le socialisme | Oruro           |
|     | Deisy Choque          |  | Mouvement vers le socialisme | Santa Cruz      |
|     | María Cristina Choque |  | Mouvement vers le socialisme | Cochabamba      |
|     | Pacífico Choque       |  | Mouvement vers le socialisme | Cochabamba      |
|     | Gladys Chumacero      |  | Mouvement vers le socialisme | Potosí          |
|     | Antonio Colque        |  | Mouvement vers le socialisme | Potosí          |
|     | Lily Bernabé Colque   |  | Mouvement vers le socialisme | Oruro           |
|     | Sabina Hilda Condori  |  | Mouvement vers le socialisme | La Paz          |
|     | Vicente Condori       |  | Mouvement vers le socialisme | Santa Cruz      |
|     | Pedro Francisco Coro  |  | Mouvement vers le socialisme | Potosí          |
|     | Sarah Crespo          |  | Mouvement vers le socialisme | Beni            |
|     | Enrique Cunai         |  | Mouvement vers le socialisme | Beni            |

### D
| Nom | Nom              |  | Groupe                       | Circonscription |
| --- | ---------------- |  | ---------------------------- | --------------- |
|     | Sebastian Divico |  | Communauté civique           | Pando           |
|     | Hernán Durán     |  | Mouvement vers le socialisme | La Paz          |

### E
| Nom | Nom             |  | Groupe             | Circonscription |
| --- | --------------- |  | ------------------ | --------------- |
|     | Walthy Egüez    |  | Creemos            | Santa Cruz      |
|     | Ingvar Ellefsen |  | Communauté civique | La Paz          |

### F
| Nom | Nom               |  | Groupe                       | Circonscription |
| --- | ----------------- |  | ---------------------------- | --------------- |
|     | Higinio Farfán    |  | Mouvement vers le socialisme | Potosí          |
|     | Lily Fernández    |  | Communauté civique           | Chuquisaca      |
|     | Marlene Fernández |  | Communauté civique           | Chuquisaca      |
|     | Gabriela Ferrel   |  | Communauté civique           | La Paz          |
|     | Andrés Flores     |  | Mouvement vers le socialisme | La Paz          |
|     | José Luis Flores  |  | Mouvement vers le socialisme | Cochabamba      |

### G
| Nom | Nom                   |  | Groupe                       | Circonscription |
| --- | --------------------- |  | ---------------------------- | --------------- |
|     | Rosario García        |  | Mouvement vers le socialisme | Cochabamba      |
|     | Magaly Gómez          |  | Mouvement vers le socialisme | Cochabamba      |
|     | Olivia Guachalla      |  | Mouvement vers le socialisme | Cochabamba      |
|     | José Carlos Gutiérrez |  | Creemos                      | Santa Cruz      |

### H
| Nom | Nom             |  | Groupe                       | Circonscription |
| --- | --------------- |  | ---------------------------- | --------------- |
|     | Gildo Hinojosa  |  | Mouvement vers le socialisme | Cochabamba      |
|     | Hernán Hinojosa |  | Mouvement vers le socialisme | Santa Cruz      |
|     | José Huanca     |  | Mouvement vers le socialisme | Tarija          |
|     | Ronald Huanca   |  | Communauté civique           | Oruro           |
|     | Israel Huaytari |  | Mouvement vers le socialisme | Potosí          |

### J
| Nom | Nom                |  | Groupe                       | Circonscription |
| --- | ------------------ |  | ---------------------------- | --------------- |
|     | Juan José Jauregui |  | Mouvement vers le socialisme | Oruro           |
|     | Aleida Joseff      |  | Mouvement vers le socialisme | Beni            |

### L
| Nom | Nom             |  | Groupe                       | Circonscription |
| --- | --------------- |  | ---------------------------- | --------------- |
|     | Saúl Lara       |  | Communauté civique           | Cochabamba      |
|     | Toribia Lero    |  | Communauté civique           | Cochabamba      |
|     | Lidia Limón     |  | Mouvement vers le socialisme | Chuquisaca      |
|     | Fernando Llapiz |  | Creemos                      | Beni            |
|     | Blanca López    |  | Mouvement vers le socialisme | Chuquisaca      |
|     | Freddy López    |  | Mouvement vers le socialisme | La Paz          |

### M
| Nom | Nom                   |  | Groupe                       | Circonscription |
| --- | --------------------- |  | ---------------------------- | --------------- |
|     | José Maldonado        |  | Communauté civique           | Cochabamba      |
|     | Froilán Mamani        |  | Mouvement vers le socialisme | La Paz          |
|     | Santos Mamani         |  | Mouvement vers le socialisme | Cochabamba      |
|     | Zulay Mamani          |  | Mouvement vers le socialisme | La Paz          |
|     | Freddy Mamani Laura   |  | Mouvement vers le socialisme | La Paz          |
|     | Sergio Maniguary      |  | Creemos                      | Pando           |
|     | Miriam Martínez       |  | Mouvement vers le socialisme | Oruro           |
|     | Félix Mayta           |  | Mouvement vers le socialisme | La Paz          |
|     | Patricio Mendoza      |  | Mouvement vers le socialisme | Santa Cruz      |
|     | Tacni Mendoza         |  | Mouvement vers le socialisme | Pando           |
|     | Jerges Mercado Suárez |  | Mouvement vers le socialisme | Santa Cruz      |
|     | Oscar Michel Flores   |  | Creemos                      | Santa Cruz      |
|     | Estefanía Morales     |  | Mouvement vers le socialisme | Santa Cruz      |
|     | Lizeth Morales        |  | Mouvement vers le socialisme | Cochabamba      |
|     | Marina Morales        |  | Communauté civique           | Potosí          |
|     | Khaline Moreno        |  | Creemos                      | Santa Cruz      |
|     | Marioly Morón         |  | Creemos                      | Santa Cruz      |

### N
| Nom | Nom              |  | Groupe             | Circonscription |
| --- | ---------------- |  | ------------------ | --------------- |
|     | Luisa Nayar      |  | Communauté civique | Santa Cruz      |
|     | Samantha Nogales |  | Communauté civique | Cochabamba      |

### O
| Nom | Nom                |  | Groupe             | Circonscription |
| --- | ------------------ |  | ------------------ | --------------- |
|     | María Elena Ortega |  | Communauté civique | Tarija          |
|     | Keyla Ortiz        |  | Dissidents         | Beni            |
|     | Moira Osinaga      |  | Creemos            | Santa Cruz      |

### P
| Nom | Nom                |  | Groupe                       | Circonscription |
| --- | ------------------ |  | ---------------------------- | --------------- |
|     | Elena Pachacute    |  | Communauté civique           | La Paz          |
|     | Adán Palacios      |  | Mouvement vers le socialisme | Chuquisaca      |
|     | Tania Paniagua     |  | Mouvement vers le socialisme | Santa Cruz      |
|     | Jhonny Pardo       |  | Mouvement vers le socialisme | Cochabamba      |
|     | Juan Pardo Guevara |  | Communauté civique           | Potosí          |
|     | Sandra Paz         |  | Dissidents                   | Santa Cruz      |
|     | Marcelo Pedrazas   |  | Communauté civique           | Chuquisaca      |
|     | Mariel Peñaloza    |  | Communauté civique           | Oruro           |
|     | Soledad Pérez      |  | Mouvement vers le socialisme | La Paz          |
|     | José Luis Porcel   |  | Communauté civique           | Tarija          |
|     | Daniel Prieto      |  | Communauté civique           | Santa Cruz      |

### Q
| Nom | Nom            |  | Groupe                       | Circonscription |
| --- | -------------- |  | ---------------------------- | --------------- |
|     | Gladys Quispe  |  | Mouvement vers le socialisme | La Paz          |
|     | Pasceza Quispe |  | Mouvement vers le socialisme | La Paz          |

### R
| Nom | Nom                  |  | Groupe                       | Circonscription |
| --- | -------------------- |  | ---------------------------- | --------------- |
|     | Celia Rivera         |  | Mouvement vers le socialisme | Potosí          |
|     | Miguel Roca          |  | Communauté civique           | La Paz          |
|     | María José Rodríguez |  | Mouvement vers le socialisme | Pando           |
|     | Basilia Rojas        |  | Mouvement vers le socialisme | La Paz          |
|     | Danny Daniel Rojas   |  | Mouvement vers le socialisme | Santa Cruz      |
|     | Senaida Rojas        |  | Communauté civique           | Santa Cruz      |
|     | Janira Román         |  | Communauté civique           | Beni            |
|     | Edwin Rosas          |  | Dissidents                   | Tarija          |
|     | Omar Rueda           |  | Dissidents                   | Santa Cruz      |

### S
| Nom | Nom                 |  | Groupe                       | Circonscription |
| --- | ------------------- |  | ---------------------------- | --------------- |
|     | Celia Salazar       |  | Mouvement vers le socialisme | Oruro           |
|     | Elsa Sánchez Romero |  | Mouvement vers le socialisme | Santa Cruz      |
|     | Roy Suárez Medina   |  | Mouvement vers le socialisme | Pando           |

### T
| Nom | Nom                    |  | Groupe                       | Circonscription |
| --- | ---------------------- |  | ---------------------------- | --------------- |
|     | Adriana Tarifa Condori |  | Mouvement vers le socialisme | Potosí          |
|     | Aldo Terrazas          |  | Communauté civique           | Santa Cruz      |
|     | Mónica Torres          |  | Communauté civique           | Potosí          |
|     | Juan José Torrez       |  | Communauté civique           | Potosí          |
|     | Lidia Tupa             |  | Mouvement vers le socialisme | Tarija          |

### U
| Nom | Nom             |  | Groupe             | Circonscription |
| --- | --------------- |  | ------------------ | --------------- |
|     | Enrique Urquidi |  | Communauté civique | Oruro           |

### V
| Nom | Nom              |  | Groupe                       | Circonscription |
| --- | ---------------- |  | ---------------------------- | --------------- |
|     | Gustavo Vega     |  | Mouvement vers le socialisme | Chuquisaca      |
|     | Darlen Velasco   |  | Mouvement vers le socialisme | Tarija          |
|     | Freddy Velásquez |  | Mouvement vers le socialisme | La Paz          |
|     | Ramiro Venegas   |  | Mouvement vers le socialisme | La Paz          |
|     | Walter Villagra  |  | Communauté civique           | La Paz          |
|     | Quintín Villalón |  | Mouvement vers le socialisme | Oruro           |

### Y
| Nom | Nom            |  | Groupe                       | Circonscription |
| --- | -------------- |  | ---------------------------- | --------------- |
|     | Betty Yañiquez |  | Mouvement vers le socialisme | La Paz          |
|     | Jorge Yucra    |  | Mouvement vers le socialisme | Chuquisaca      |
|     | Omar Yujra     |  | Mouvement vers le socialisme | La Paz          |

### Z
| Nom | Nom                |  | Groupe                       | Circonscription |
| --- | ------------------ |  | ---------------------------- | --------------- |
|     | Mayra Zalles       |  | Communauté civique           | Cochabamba      |
|     | Alexsandra Zenteno |  | Mouvement vers le socialisme | Tarija          |

## Chambre des sénateurs

### A
| Nom | Nom               | Groupe | Groupe                       | Circonscription |
| --- | ----------------- | ------ | ---------------------------- | --------------- |
|     | Felix Ajpi        |        | Mouvement vers le socialisme | La Paz          |
|     | Gladys Alarcón    |        | Mouvement vers le socialisme | Tarija          |
|     | Patricia Arce     |        | Mouvement vers le socialisme | Cochabamba      |
|     | Andrea Barrientos |        | Communauté civique           | Cochabamba      |

### B
| Nom | Nom                   | Groupe | Groupe                       | Circonscription |
| --- | --------------------- | ------ | ---------------------------- | --------------- |
|     | Pedro Benjamín Vargas |        | Mouvement vers le socialisme | Potosí          |

### C
| Nom | Nom                | Groupe | Groupe                       | Circonscription |
| --- | ------------------ | ------ | ---------------------------- | --------------- |
|     | Ana María Castillo |        | Mouvement vers le socialisme | Potosí          |

### E
| Nom | Nom           | Groupe | Groupe  | Circonscription |
| --- | ------------- | ------ | ------- | --------------- |
|     | Claudia Égüez |        | Creemos | Beni            |

### F
| Nom | Nom                | Groupe | Groupe                       | Circonscription |
| --- | ------------------ | ------ | ---------------------------- | --------------- |
|     | Corina Ferreira    |        | Communauté civique           | Pando           |
|     | Luis Adolfo Flores |        | Mouvement vers le socialisme | Pando           |
|     | Soledad Flores     |        | Mouvement vers le socialisme | Santa Cruz      |

### G
| Nom | Nom             | Groupe | Groupe                       | Circonscription |
| --- | --------------- | ------ | ---------------------------- | --------------- |
|     | Nely Gallo      |        | Communauté civique           | Tarija          |
|     | Rubén Gutiérrez |        | Mouvement vers le socialisme | Oruro           |

### H
| Nom | Nom         | Groupe | Groupe                       | Circonscription |
| --- | ----------- | ------ | ---------------------------- | --------------- |
|     | Eva Humérez |        | Mouvement vers le socialisme | Pando           |

### J
| Nom | Nom               | Groupe | Groupe             | Circonscription |
| --- | ----------------- | ------ | ------------------ | --------------- |
|     | Walter Justiniano |        | Communauté civique | Beni            |

### L
| Nom | Nom           | Groupe | Groupe                       | Circonscription |
| --- | ------------- | ------ | ---------------------------- | --------------- |
|     | Leonardo Loza |        | Mouvement vers le socialisme | Cochabamba      |

### M
| Nom | Nom              | Groupe | Groupe                       | Circonscription |
| --- | ---------------- | ------ | ---------------------------- | --------------- |
|     | Hilarión Mamani  |        | Mouvement vers le socialisme | Potosí          |
|     | Henry Montero    |        | Creemos                      | Santa Cruz      |
|     | Cecilia Moyoviri |        | Communauté civique           | Beni            |

### N
| Nom | Nom                 | Groupe | Groupe                       | Circonscription |
| --- | ------------------- | ------ | ---------------------------- | --------------- |
|     | Roxana "Suka" Nacif |        | Mouvement vers le socialisme | Beni            |

### P
| Nom | Nom                   | Groupe | Groupe                       | Circonscription |
| --- | --------------------- | ------ | ---------------------------- | --------------- |
|     | Roberto Padilla       |        | Mouvement vers le socialisme | Chuquisaca      |
|     | Rodrigo Paz Pereira   |        | Communauté civique           | Tarija          |
|     | Miguel Pérez Sandoval |        | Mouvement vers le socialisme | Oruro           |

### Q
| Nom | Nom                 | Groupe | Groupe                       | Circonscription |
| --- | ------------------- | ------ | ---------------------------- | --------------- |
|     | Simona Quispe Apaza |        | Mouvement vers le socialisme | La Paz          |
|     | Isidoro Quispe      |        | Mouvement vers le socialisme | Santa Cruz      |

### R
| Nom | Nom                 | Groupe | Groupe                       | Circonscription |
| --- | ------------------- | ------ | ---------------------------- | --------------- |
|     | Lindaura Rasguido   |        | Mouvement vers le socialisme | Oruro           |
|     | Miguel Rejas        |        | Mouvement vers le socialisme | Tarija          |
|     | Centa Rek           |        | Creemos                      | Santa Cruz      |
|     | Cecilia Requena     |        | Communauté civique           | La Paz          |
|     | Trinidad Rocha      |        | Mouvement vers le socialisme | Chuquisaca      |
|     | Vania Rocha         |        | Communauté civique           | Oruro           |
|     | Andrónico Rodriguez |        | Mouvement vers le socialisme | Cochabamba      |
|     | Julio Romaña        |        | Creemos                      | Pando           |

### S
| Nom | Nom              | Groupe | Groupe             | Circonscription |
| --- | ---------------- | ------ | ------------------ | --------------- |
|     | Silvia Salame    |        | Communauté civique | Chuquisaca      |
|     | Daly Santa María |        | Communauté civique | Potosí          |

### T
| Nom | Nom             | Groupe | Groupe             | Circonscription |
| --- | --------------- | ------ | ------------------ | --------------- |
|     | Santiago Ticona |        | Communauté civique | Chuquisaca      |

### V
| Nom | Nom              | Groupe | Groupe                       | Circonscription |
| --- | ---------------- | ------ | ---------------------------- | --------------- |
|     | Virginia Velasco |        | Mouvement vers le socialisme | La Paz          |